# Oman Tri-Nation Series 2019/20
Die Oman Tri-Nation Series 2019/20 war ein Drei-Nationen-Turnier, das vom 5. bis zum 12. Januar 2020 in Oman im One-Day Cricket ausgetragen wurde. Bei dem zur internationalen Cricket-Saison 2019/20 gehörenden Turnier nahmen neben dem Gastgeber die Mannschaften aus Namibia und den Vereinigten Arabischen Emiraten teil. Es war das vierte Turnier im Rahmen der ICC Cricket World Cup League 2 2019–2022, die über den ICC Cricket World Cup Qualifier 2022 einen Qualifikationsweg zum Cricket World Cup 2023 bildete. Die Vereinigten Arabischen Emirate konnten dan Wettbewerb für sich entscheiden, nachdem mehrere Spiele auf Grund des Todes von Qabus ibn Said abgesagt werden mussten. Die absegagte Spiele wurden im Februar und März 2022 nachgeholt.

## Vorgeschichte
Namibia und Oman spielten zuvor beim ICC T20 World Cup Qualifier 2019, die Vereinigten Arabischen Emirate bestritten zuletzt ein Drei-Nationen-Turnier daheim.

## Format
In einer Vorrunde spielt jede Mannschaft gegen jede zwei Mal. Für einen Sieg gibt es zwei, für ein Unentschieden oder No Result einen Punkt.

## Stadion
Das folgende Stadion wurde für das Turnier ausgewählt.
| Stadion                   | Stadt  | Kapazität | Spiele      |
| ------------------------- | ------ | --------- | ----------- |
| Al Emarat Cricket Stadium | Maskat |           | 1.–6. Spiel |

## Kaderlisten
| ODI | ODI | ODI |
| Namibia | Oman | Ver. Arab. Emirate |
| --- | --- | --- |
| - Gerhard Erasmus (K) - Jan Frylinck (VK) - Stephan Baard - Karl Birkenstock - Jan-Izak de Villiers - Zane Green (wk) - Jean-Pierre Kotze - Jan Nicol Loftie-Eaton - Mauritius Ngupita - Ben Shikongo - Bernard Scholtz - JJ Smit - Craig Williams - Pikky Ya France | - Zeeshan Maqsood (K) - Khawar Ali - Fayyaz Butt - Sandeep Goud - Aqib Ilyas - Kaleemullah - Bilal Khan - Naseem Khushi - Suraj Kumar - Mohammad Nadeem - Jay Odedra - Mohammad Sanuth - Badal Singh - Jatinder Singh | - Ahmed Raza (K) - Waheed Ahmed - Vriitya Aravind (wk) - Mohammad Ayaz - Darius D’Silva - Zawar Farid - Jonathan Figy - Basil Hameed - Zahoor Khan - Karthik Meiyappan - Rohan Mustafa - Chundangapoyil Rizwan - Junaid Siddique - Chirag Suri - Muhammad Usman |

## Spiele
Tabelle
| Teams              | Sp. | S | N | NR | P | NRR    |
| ------------------ | --- | - | - | -- | - | ------ |
| Ver. Arab. Emirate | 4   | 2 | 1 | 1  | 5 | +0.600 |
| Oman               | 4   | 1 | 1 | 2  | 4 | +0.104 |
| Namibia            | 4   | 1 | 2 | 1  | 3 | −0.716 |

Spiele
| 5. Januar Scorecard | Maskat | Ver. Arab. Emirate 170 (47.1) | – | Oman 171-5 (37.5) |
|                     |        | Oman gewinnt mit 5 Wickets    |   |                   |

| 6. Januar Scorecard | Maskat | Ver. Arab. Emirate 222-9 (50)                   | – | Namibia 214-8 (50) |
|                     |        | Vereinigte Arabische Emirate gewinnt mit 8 Runs |   |                    |

| 8. Januar Scorecard | Maskat | Namibia 324-7 (50)          | – | Oman 272 (45) |
|                     |        | Namibia gewinnt mit 52 Runs |   |               |

| 9. Januar Scorecard | Maskat | Namibia 94 (29)                                    | – | Ver. Arab. Emirate 95-2 (19.3) |
|                     |        | Vereinigte Arabische Emirate gewinnt mit 8 Wickets |   |                                |

| 11. Januar Scorecard | Maskat | Oman     | – | Ver. Arab. Emirate |
|                      |        | Abgesagt |   |                    |

Das Spiel wurde auf Grund des Todes von Qabus ibn Said abgesagt.
| 12. Januar Scorecard | Maskat | Oman     | – | Namibia |
|                      |        | Abgesagt |   |         |

Das Spiel wurde auf Grund des Todes von Qabus ibn Said abgesagt.